# Vernissage
Vernissage é um evento cultural que organiza pintores, escultores e fotógrafos. Podemos definir como um encontro prévio à inauguração de uma mostra de arte.

## Sociedade
É, normalmente, um evento social bastante concorrido, frequentado, no entanto, apenas por convidados especiais, ligados de alguma maneira ao criador da obra, colaboradores, etc.
É comum durante uma vernissage servir um coquetel aos convidados, regado a champagne acompanhado de canapés, por exemplo, enquanto artistas e outros convidados como críticos e jornalistas (que podem ser convidados ou participar de uma exibição em separado) arrazoam sobre as obras expostas.
Em exibições oficiais, como as exibições de verão da Academia Real de Arte da Grã-Bretanha, os artistas, antigamente, davam os retoques finais nos seus trabalhos, envernizando-os (Turner ficou conhecido por fazer mudanças significantes em seus trabalhos no dia da vernissage enquanto seus colegas apenas envernizavam-nos, dai a origem do termo em francês; vernissage = envernizado). O grupo de patronos e a elite visitavam a Academia durante o dia de envernizamento se antecipando a abertura formal da mostra, criando, dessa forma, a tradição de celebrar a finalização de uma obra de arte ou uma série delas com amigos e colaboradores.
Atualmente, por motivos comerciais, é uma abertura para o mercado de obras de arte, compradores, vendedores, e críticos.
Há ainda, a cerimônia de encerramento de uma exibição de obras de arte, um evento conhecido como finissage. Para grandes exibições de obras de arte, existe ainda, um evento que ocorre no meio do período da exibição, a midissage.